# 診療エックス線技師
診療エックス線技師（しんりょうエックスせんぎし、英語: Radiological X-ray Technologist）は病院などの医療機関においてエックス線を用いて撮影・治療を業務とする国家資格を有する医療技術職である。現在は廃止され、診療放射線技師免許に一本化された（昭和58年法律第83号）が、その時点で現にこの資格を有する者は、その後も廃止以前の法令による業務を行うことが認められている。

## 診療エックス線技師の業務
医師又は歯科医師の指示の下に、エックス線を人体に対して照射することができる。

## 資格取得について
上述の通り、現在新規にこの資格を取得することはできない。
（診療放射線技師免許を取得することになる。）

## 関連職種
- 診療放射線技師
  - 診療放射線技師は、一般的なエックス線撮影・透視に加え、診療エックス線技師が扱えなかったアルファ線・ベータ線・電子線などの粒子線を含む広範な放射線を使った医療行為に従事する。

- 臨床検査技師
  - 診療放射線技師が行っている放射線を使用しない分野の画像診断分野（超音波検査、MRI撮影など）は、臨床検査技師と分野が重複する。但し、放射線を使用した画像化を目的とした検査は、医師の他は診療放射線技師の独占分野である。